# August Schönborn

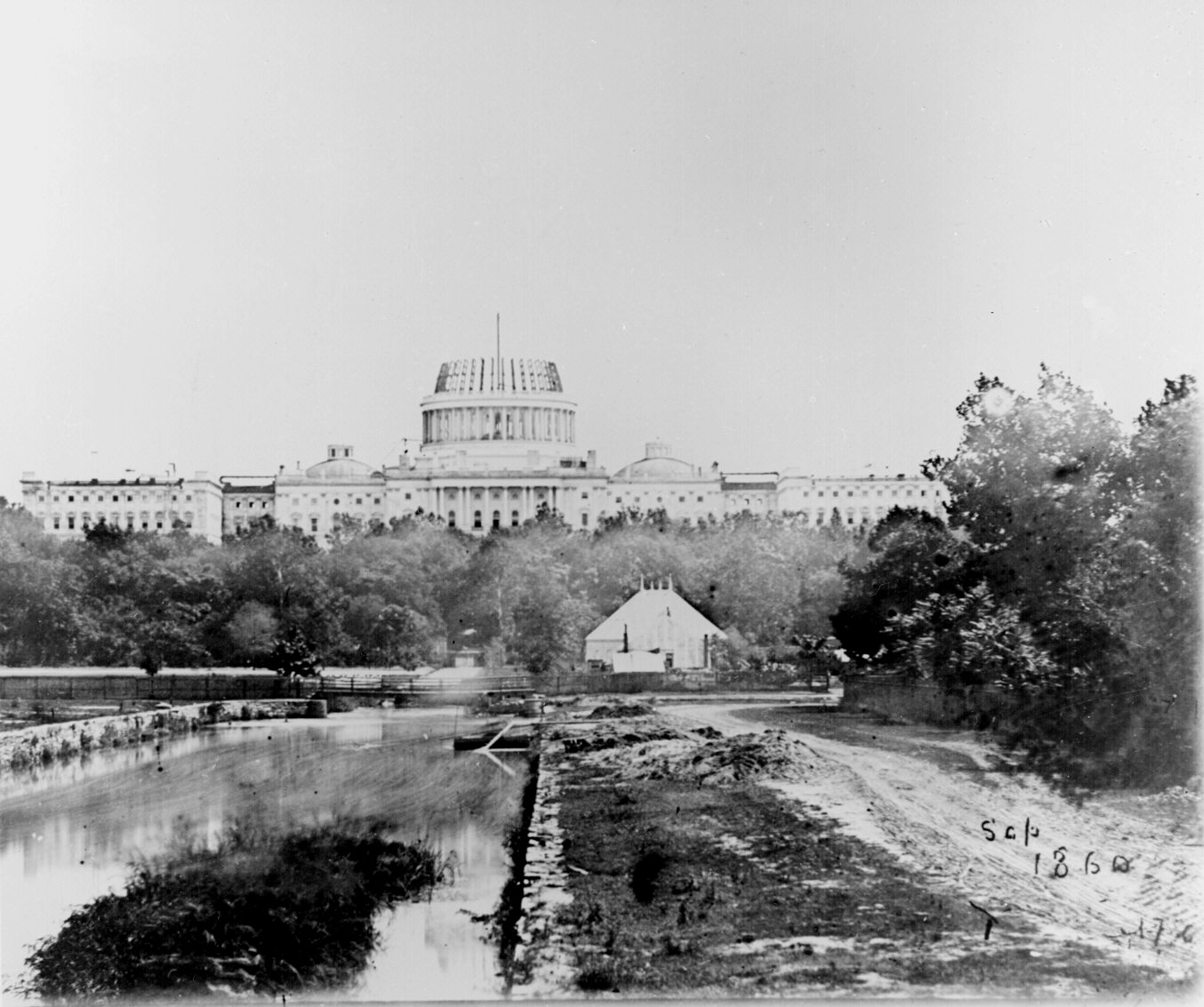
Bauarbeiten am Kapitol, 1860

Bauarbeiten am Kapitol, 1861

August Gottlieb Schönborn (* 20. Oktober 1827 in Suhl; † 24. Januar 1902 in Washington, D.C.) war ein deutschamerikanischer Architekt und gilt als Ideengeber und Erbauer der Kuppel des Kapitols in Washington, D.C.

## Leben
August Gottlieb Schönborn wurde am 20. Oktober 1827 im thüringischen Suhl geboren und am 4. November 1827 evangelisch getauft. Sein Vater betrieb in Suhl eine Konditorei. Im Alter von 16 Jahren zog er nach dem Schulbesuch in Suhl nach Erfurt, um dort ab 1843 die „Königliche Provinzial-Kunst- und Bauhandwerkschule“ zu besuchen. Während der vierjährigen Ausbildung lernte er geometrisches und architektonisches Zeichnen, Freihandzeichnen und Modellieren. Zugleich arbeitete er als Steinmetz und führte am Erfurter Dom verschiedene Arbeiten durch. Im April 1847 erhielt er das Zeugnis, um bereits 1848 nach Berlin zu gehen. Dort wollte er seine Ausbildung beim Architekten August Soller fortsetzen, die Märzrevolution 1848 beendete jedoch seinen Aufenthalt in Berlin. 
August Gottlieb Schönborn beschloss in dieser unsicheren Zeit, auszuwandern und reiste im November 1849 nach New York City und von dort in den US-Bundesstaat Wisconsin. Er fand zwei Jahre später eine Anstellung beim Architect of the Capitol, dessen Amtsinhaber für Wartung, Betrieb, Entwicklung und Erhaltung des Kapitolkomplexes in Washington zuständig ist. In den Jahren 1851 bis 1863 fanden umfassende Umbauten am United States Capitol statt. Die Kuppel des Kapitols wurde von August Schönborn entworfen, er ließ sich durch den Petersdom in Rom, der St. Pauls Cathedral in London und den Invalidendom in Paris inspirieren. Der Kuppelbau mit diesen Ausmaßen war 1851 ein technisches Wagnis, da zum ersten Mal Gusseisen zum Bau einer solch großen Kuppel verwendet wurde. Unklar und umstritten ist jedoch, welche Rolle August Gottlieb Schönborn beim Entwurf und beim Bau der neuen Kuppel des Kapitols wirklich spielte. Er arbeitete bis zu seinem Tod 1902 für den Architect of the Capitol und zeichnete während dieser Zeit über 6.000 Entwürfe und Skizzen. 
August Gottlieb Schönborn wohnte in der damaligen B-Street und war seit 1851 mit Helene Klee verheiratet, mit der insgesamt neun Kinder hatte. Am 24. Januar 1902 starb er im Alter von 74 Jahren in Washington und wurde auf dem Friedhof Prospect Hill nördlich des Kapitols beigesetzt. Das sehenswerte Grabmal ist noch heute in der Sektion D-Süd erhalten.